# Семь грязных слов

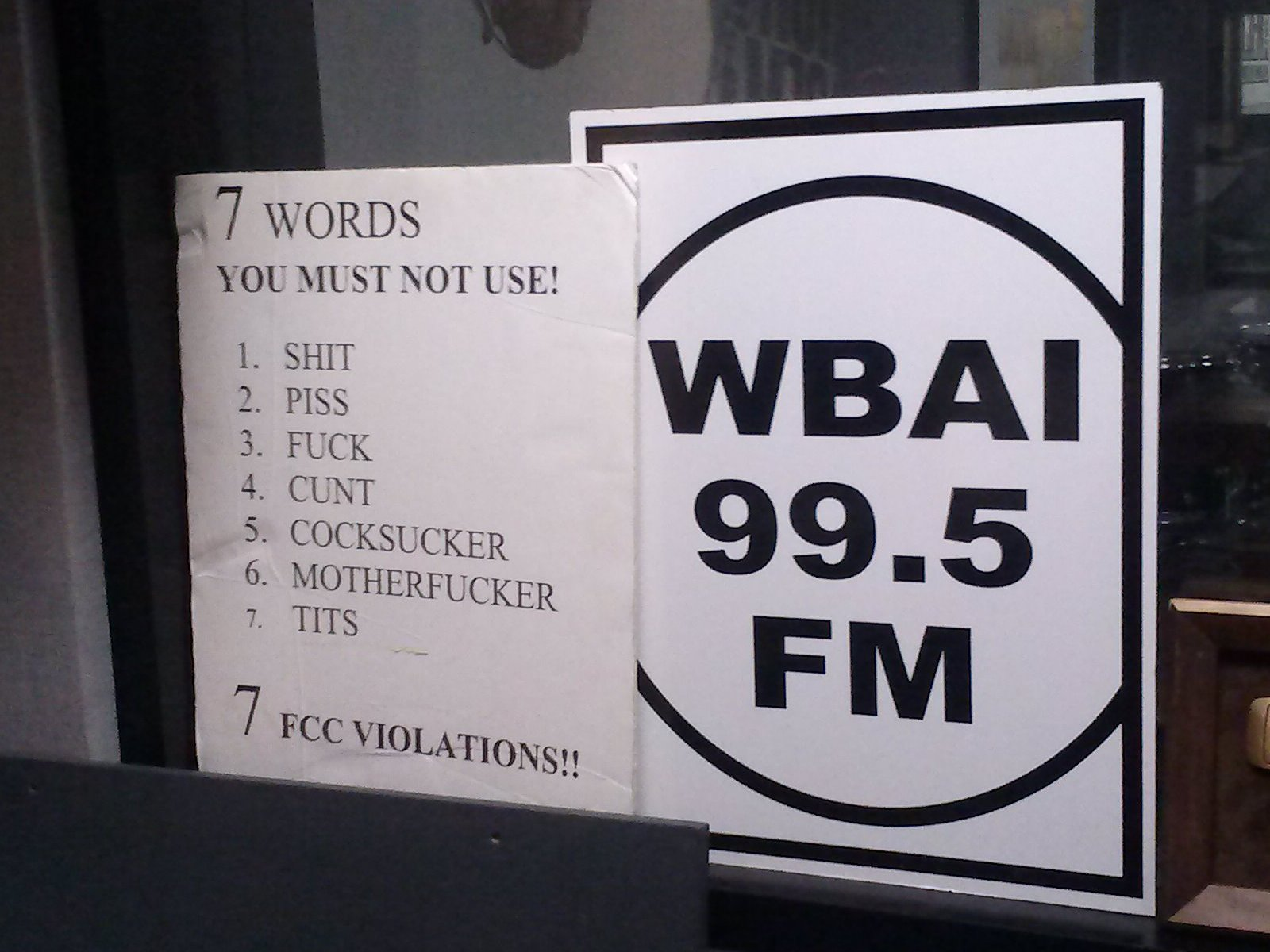
Плакат в студии вещания, предупреждающий ведущих о недопустимости использования «семи грязных слов»

Seven dirty words (с англ. — «семь грязных слов», «семь нецензурных слов», «семь ругательств») — семь английских слов, которые впервые были перечислены американским комиком Джорджем Карлином в 1972 году в монологе «Seven Words You Can Never Say on Television» (с англ. — «Семь слов, которые ни в коем случае нельзя произносить на телевидении»): cocksucker, cunt, fuck, motherfucker, piss, shit и tits.
В США в то время эти слова считались грубо неприемлемыми и неуместными в публичном эфире на радио и на телевидении. Поэтому их старались избегать в сценариях и «запикивать» в редких случаях, когда они всё же использовались. До настоящего времени большая часть слов из исходного списка Карлина остаётся табуированной на американском эфирном телевидении. Данный список, однако, составлен самим Карлином и не имеет официального статуса.
Выпуск в эфир радиопередачи, содержащей слова из данного монолога, вызвал значительный и долговременный общественный резонанс. В результате рассмотрения Верховным судом США данного дела были выработаны пределы, в которых федеральное правительство США может регулировать свободу выражения на американских теле- и радиоканалах.
The Independent в 2008 году посвятил монологу статью, названную «Семь слов, которые потрясли нацию» (англ. Seven words that shook a nation).

## Предыстория
В 1972 году Джордж Карлин выпустил пластинку в жанре стэнд-ап камеди под названием Class Clown. Один из треков назывался «Семь слов, которые нельзя произносить на телевидении» (англ. «Seven Words You Can Never Say on Television»). Это был монолог, в котором он называл данные слова, выражая изумление тем, что эти конкретные слова не могут быть использованы ни в коем случае, вне зависимости от контекста[проверить перевод]. Он был арестован за нарушение спокойствия после выступления в Милуоки на фестивале Summerfest, но позже был отпущен судом.
На выпущенной в 1973 году пластинке Карлина, Occupation: Foole, был похожий трек, названный «Грязные слова» (англ. «Filthy Words»), в котором использовался тот же самый список и аналогичные мотивы. Принадлежавшая к сети Pacifica радиостанция WBAI 30 октября этого же года выпустила в эфир данную версию монолога без какой-либо цензуры.

## Federal Communications Commission v. Pacifica Foundation
Джон Дуглас, активист организации Morality in Media, заявил, что слышал эту передачу, находясь в автомобиле вместе со своим 15-летним сыном. Он направил жалобу в Федеральное агентство по связи США (ФАС), указав на то, что материал был неподходящим для данного времени суток.
Получив жалобу, ФАС потребовало объяснений от Pacifica, а позже выпустило директиву, поддерживающую жалобу. Директива не содержала конкретных санкций, но WBAI была предупреждена о том, что в случае получения последующих жалоб Агентство будет вынуждено решить вопрос о применении любой из возможных санкций. WBAI подало на данное решение апелляцию, которая была удовлетворена судом на том основании, что используемое ФАС определение неприличности является чрезмерно широким и неопределённым, что ведёт к нарушению Первой поправки к Конституции США, гарантирующей свободу слова. В свою очередь, ФАС направило апелляцию в Верховный суд США (от своего имени, как независимое федеральное агентство). В дело также вступило Министерство юстиции США, которое поддержало аргументацию Pacifica, указав, что директива ФАС нарушает не только Первую, но и Пятую поправку, так как размытость определения не позволяет положить его в основу уголовно-правовых санкций.
В 1978 году Верховный суд решил, что директива ФАС не нарушает ни Первой, ни Пятой поправки, однако связал сферу её применимости лишь с конкретной передачей, которая и спровоцировала реакцию ФАС. Суд отказался вынести решение о том, может ли определение неприличности, используемое ФАС, считаться соответствующим Первой поправке к Конституции США, если оно будет применено к другим материалам, содержащим те же самые или сходные слова. Также суд отметил, что несмотря на то, что ФАС использовало определение неприличности, взятое из уголовного закона (18 USC 1464), никакого наказания или иных санкций к Pacifica применено не было, ввиду чего не было необходимости обсуждать вопрос о соответствии чёткости определения требованиям обеспечения должной процедуры, установленным Пятой поправкой.
Данным решением были установлены формальные основы регулирования неприличности в американском эфире. В последующих решениях Верховный суд установил право вещателей выпускать в эфир неприличный (англ. indecent) (но не непристойный — англ. obscene) материал в период времени с 10 вечера до 6 утра, когда большинство детей спит.
ФАС никогда не составляло конкретного списка слов, которые запрещалось употреблять в эфире в это время. В то же время предполагалось, что употребление «семи нецензурных слов» в телевизионной или радиопередаче вызовет реакцию ФАС, в связи с чем вещательные сети обычно осуществляют самоцензуру по всем или некоторым из «семи слов».
При этом указания ФАС, устанавливающие ответственность за допущение неприличных выражений в передачах, идущих в прямом эфире, были признаны неконституционными 13 июля 2010 года.